# Metro w Grenadzie
Metro w Grenadzie (hiszp. Metro de Granada) – system transportu miejskiego w mieście Grenada, w Andaluzji, w południowej Hiszpanii. Obsługuje miasto Grenada oraz gminy Albolote, Maracena i Armilla. System aktualnie składa się z jednej linii lekkiej kolei, która została otwarta 21 września 2017 roku. 

## Historia
Pomysł, który zapoczątkował lekką kolej powstał 18 listopada 1998 roku, kiedy władze Granady i autonomiczny Rząd Andaluzji przedstawiły projekt oparty na konstrukcji tramwajów w Nantes. W 2004 roku przeprowadzono studium, w którym zaproponowano cztery różne warianty budowy linii. W styczniu 2005 roku został wybrany wariant przecinający Camino de Ronda.
Budowę linii rozpoczęto w 2007 roku. Pierwotnie otwarcie planowano na początek 2012 roku, a w maju 2011 roku była ukończona w 73%. Finansowanie budowy zostało jednak wstrzymane z powodu kryzysu gospodarczego. W 2012 roku środki w wysokości 260 milionów euro zostały pożyczone z Europejskiego Banku Inwestycyjnego na dalszą budowę linii i planowana data zakończenia prac została przesunięta na początek 2014 roku. W związku z napotkaniem podczas budowy znalezisk archeologicznych oraz konfliktami między rządem Andaluzji i ADIF prace uległy dalszym opóźnieniom.
Linia została otwarta w południe 21 września 2017 roku.

## Linie
Aktualnie system składa się z linii 1 rozciągającej się z południa na północ.
| Linia   | Liczba stacji | Stacja początkowa | Stacja końcowa | Długość  | Uwagi                              |
| ------- | ------------- | ----------------- | -------------- | -------- | ---------------------------------- |
| Linia 1 | 26            | Albolote          | Armilla        | 15,92 km |                                    |
| Linia 2 | 39            | Atarfe            | Las Gabias     | 27,5 km  | planowane uruchomienie w 2030 roku |
| Linia 3 | 15            | linia okrężna     | linia okrężna  | 7,4 km   | planowane uruchomienie w 2030 roku |

Planowana jest rozbudowa systemu o dwie linie: linię 2, która ma prowadzić przez centrum miasta, oraz linię 3, która ma być linią okrężną, łącząca stacje linii 1 ze stacjami linii 2.

## Galeria

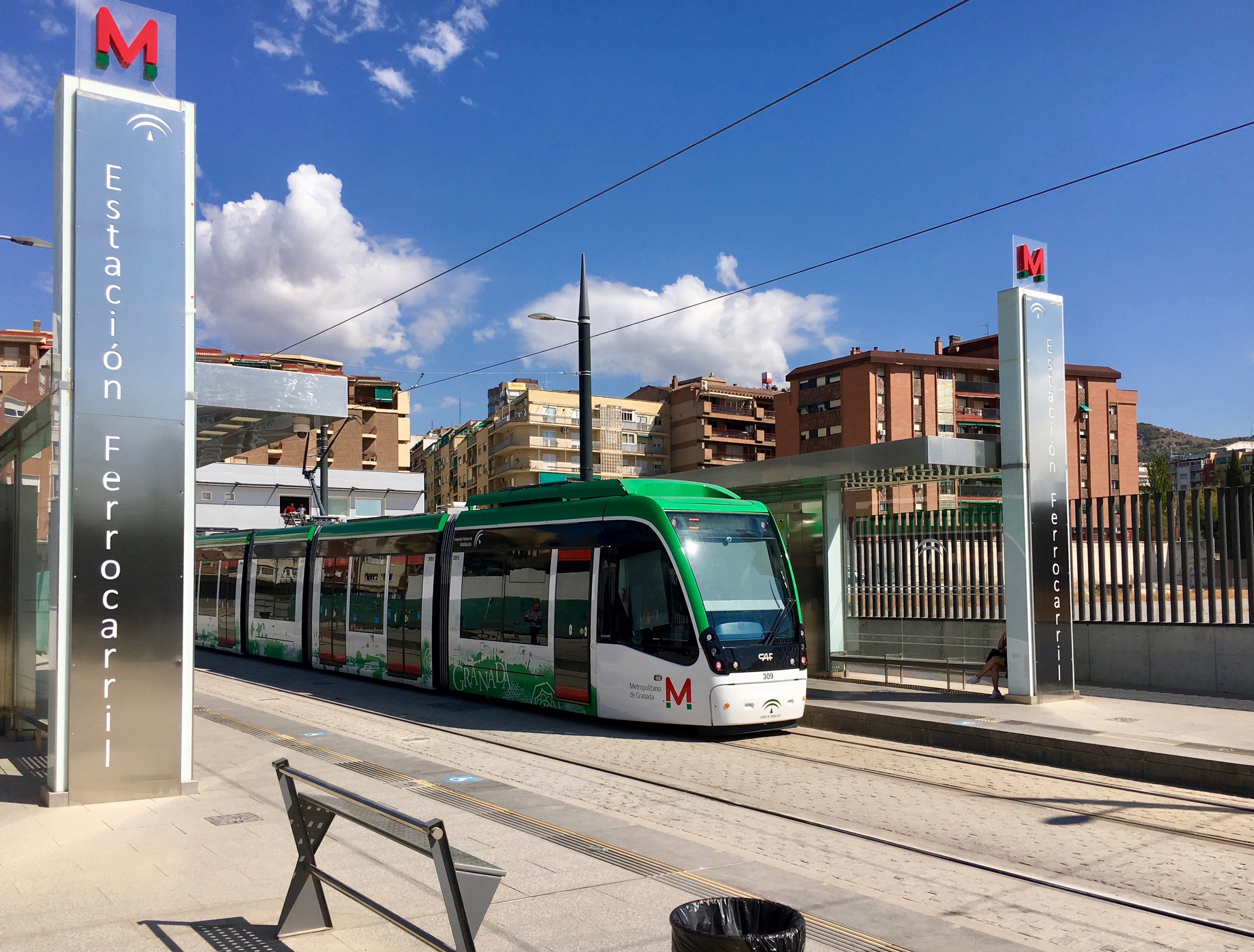
CAF Urbos na stacji Ferrocarril
Mapa systemu wraz z planowanymi rozszerzeniami
Planowane stacje Linii 2
Schemat planowanej Linii 3